# Giuseppe Greco (musicien)
Pour les articles homonymes, voir Giuseppe Greco et Greco.
Giuseppe Greco, né en 1990 à Palagianello, est un pianiste de musique classique italien.

## Biographie
Giuseppe Greco commence à étudier le piano dès l'âge de dix ans. Il intègre l'Académie nationale Sainte-Cécile, dans la classe de Sergio Perticaroli (it), dont il sort diplômé à l'âge de dix neuf ans. Puis il approfondit, dans cette même institution romaine, la musique de chambre sous la direction de Rocco Filippini (en) et Carlo Fabiano.
Il a reçu de nombreux prix et distinctions. 
Il est désormais professeur au conservatoire de Foggia.
Le 4 septembre 2021, il a notamment participé à la réalisation d'Ave Musica, un festival « redimensionné et inédit » dans les arènes d'Avenches. 

## Discographie
Giuseppe Greco enregistre pour le label OnClassical/Ævea.
- Beethoven, Liszt, Debussy (mai/juin 2013, Van Cliburn) (OCLC 928364727)
- Chopin, Prokofiev (mai/juin 2013, Van Cliburn) (OCLC 928428743)
- Mozart, Sonates K. 330 à 333 (2022, OnClassical) (OCLC 1331147911)
- Scarlatti, Sonates vol. 1 : Sonate K. 11, 135, 170, 237, 262, 338, 341, 353, 399, 438, 460, 466, 485, 498, 531, 547, 550, 551. (2021, OnClassical/Ævea OC21130B) (OCLC 1312273350)
- Chopin, Préludes, op. 28 ; Impromptus (2021, OnClassical) (OCLC 1255716497)
- Chopin, Polonaises (2021, OnClassical) (OCLC 1312273199)
- Chopin, Nocturnes 3, 5, 7, 11, 13, 15 et 16 (2022, OnClassical) (OCLC 1317705979) — en collaboration avec François Dumont, Alessandro Deljavan et Gianluca Luisi pour les autres nocturnes.